# 경주 감은사지
감은사지(感恩寺址)는 대한민국 경상북도 경주시 문무대왕면 용당리(龍堂里) 55-1번지 일원에 있는 신라 시대의 절인 감은사의 터 및 초석과 쌍탑등이다. 1963년 1월 21일 대한민국의 사적 제31호 및 국보 제112호등으로 지정되었으며 동해바다에 걸쳐있는 이 일대는 경주국립공원중 한곳이다.

## 역사
신라 문무왕은 삼국통일을 이룬 후 나라를 더욱 굳게 지키기 위해 이 절을 짓기 시작했으며 신라 31대 신문왕이 아버지 문무왕의 뜻을 받들어 즉위한 이듬해(682)에 완공하고 문무왕은 승려 지의(智義)에게 “죽은 후 나라를 지키는 용이 되어 불법을 받들고 나라를 지킬 것”을 유언하고 죽자 이에 따라 화장한 뒤 동해 앞바다에 있는 대왕암(大王巖)에 안장하였으며, 신문왕이 부왕의 뜻을 받들어 절을 완공하고 감은사(感恩寺)라 하였다.

## 발굴

감은사 초석의 기하학적 태극문양 원(圓) 및 삼각형 방(方)

1959년 발굴조사에 의하면 중문(中門)은 정면 3칸, 측면 2칸의 건물로 기단석은 전혀 남아 있지 않고 초석이 놓인 자리만 확인되고, 금당(金堂)은 정면 5칸, 측면 3칸으로 기단은 이중기단이다. 북쪽에는 기단석과 계단석이 남아 있다. 금당의 바닥은 방형대석을 이중으로 놓아 위쪽 대석 위에 장대석을 걸쳐놓았고 그 위에 큰 장대석을 직각으로 마치 마루를 깔 듯이 깔고 그 위에 초석을 놓았다. 이 마루 장대석 밑은 공간이 된 특수한 구조로 다른 예가 없는 것으로 보아 동해의 용(龍)이 된 문무왕이 드나들 수 있는 구조로 한 것 같다. 강당지(講堂址)는 정면 8칸 측면 4칸으로 일부만 발굴되어 기단석과 초석들이 거의 완전하게 지하에 보존되어 있다. 회랑(回廊)은 강당의 정면어간(正面御間)에 연결되어 있었다.이 사지는 쌍탑식 가람으로 창건연대를 알 수 있는 가장 오래된 것이다. 석탑 역시 한국 석탑의 대종을 이루는 신라양식의 석탑 중 양식적인 완성을 보이는 가장 오랜 것이다.
1959년과 1997년의 동·서탑 해체 수리때 삼층탑신에 마련된 사리공(舍利孔) 속에 당대를 대표하는 사리장엄구(舍利莊嚴具)가 발견되어 신라의 금속조각이 성당(盛唐)을 능가하고 있다. 과거 중문지(中門址), 회랑지(回廊址), 남반(南半) 및 금당지(金堂址) 대부분이 밭이나 수풀이 되었었고, 회랑지 북반과 강당지(講堂址)는 민가에 있었으나 현재는 복원 및 정비되어 관리되고 있다. 또한 동서로 두 탑을 세우고 이 두 석탑 사이의 중심을 지나는 남북선상에 중문과 금당, 강당을 세운 형태이다. 중문은 석탑의 남쪽에, 금당과 강당은 석탑의 북쪽에 위치한다. 회랑은 남·동·서 회랑이 확인되었고, 금당 좌우에는 동·서 회랑과 연결되는 주회랑이 있다. 이는 불국사에서도 볼 수 있는 형식이다. 또한 중문의 남쪽으로 정교하게 쌓은 석축이 있으며, 이 석축의 바깥으로는 현재 못이 하나 남아 있다. 이를 용담이라 부르는데, 감은사가 대종천변에 세워졌고 또 동해의 용이 드나들 수 있는 구조로 만들어진 것이라면 이 못이 대종천과 연결되어 있고, 또 금당의 마루 밑 공간과도 연결되지 않았을까 하는 추측을 가능하게 한다. 금당터 주변에는 석재들이 흩어져 있다. 금당터 앞의 석재 중에는 태극무늬와 기하학적인 무늬가 새겨진 것이 눈에 띄는데 예삿돌은 아니고 금당이나 다른 건물에 쓰였던 석재로 추측된다.

## 사리장엄구
|                     |                   |
| 사리장엄구 곽(외함) | 사리장엄구 (내함) |

## 내력

감은사 터 개략도

감은사는 통일신라시대 전형적인 쌍탑식 가람배치를 사용했으며, 금당과 동서 회랑 사이에 익랑을 둬, 이후 건립된 사천왕사 배치에 영향을 주었다. 감은사는 황룡사와 사천왕사와 함께 호국사찰이었다. 한편 감은사의 현재 주변은 세월이 지나면서 육지화되었으나 감은사가 세워질 당시 약1300년전에는 감은사앞까지 동해앞 바다물이 들어오던 상황을 짐작할 수 있는 배수시설이 확인된다. 롯데월드 민속박물관은 감은사 복원 축소모형체를 전시하고 있다.

## 동해의 명소
이숭인(李崇仁)은 '초옥자전'(草屋子傳)의 글에서 ‘동해를 바라보며 感應寺에서 놀며 용혈을 들여다보았다.’는 언급을 하고 있어 감은사와 용혈이 반경 1.3km 이내에 있는 이견대 및 대왕암과 함께 동해의 명소로서 고려말기에도 사찰로 현존했었으며  유명했었던것으로 여겨진다. 전문가들은 임진왜란을 전후해서 소실된것으로 추측하고 있다.

## 태극장대석
금당터의 동편과 서편의 태극장대석은 천문관측을 표현하기 위해 이등변삼각형을 음각및 양각으로 처리하여 보다 간결하게 시간의 운행을 계산했으며 중간에 계절의 변화를 보여주기위해 태극문양을 배치하고있다. 첨성대 축조로부터 46년후 설계된 감은사지 동측과 서측의 태극 장대석은 각각 음력과 양력을 설명 및 측정하는 기하학적 천문관측기구로  첨성대와는 또다른 의미가 있다. 특히 이러한 계산은 물때에 따른 해수면의 높낮이와 조석의 간만(干滿)을 예측하는데 연관있다.
|                                                                                                   |
| 2개의 태극 장대석 - 해(31일)와 달(30일)의 공전 주기를 설명하는 이등변삼각형과 4태극 도형의 기하학 |

## 사진
| 복원중 개방 |
| 복원후 관리 |

## 관련 문화재

### 국보
- 감은사지 동·서 삼층석탑 - 대한민국 국보 제112호

### 보물
- 감은사지 동삼층석탑 사리장엄구 - 대한민국 보물 제1359호
- 감은사지 서삼층석탑 사리장엄구 - 대한민국 보물 제366호
  - 감은사지 서삼층석탑 사리장엄구-금동 사리기 - 대한민국 보물 제366-1호
  - 감은사지 서삼층석탑 사리장엄구-금동 사리외함 - 대한민국 보물 제366-2호

## 같이 보기
- 만파식적
- 경주 황룡사지
- 경주 사천왕사지
- 대릉원

## 참고 문헌
- 《한국의 사지 현황조사 보고서 2015 上》 (PDF). 문화재청, 재단법인불교문화재연구소. 93~102쪽. 2017년 3월 20일에 원본 문서 (PDF)에서 보존된 문서.
- (원광대학교-마한역사교실 , 감은사지(感恩寺址))http://mahan.wonkwang.ac.kr/culture/2003-2/p-11.htm 보관됨 2021-02-25 - 웨이백 머신
- (불교신문-감은사지 장대석 문양, 주돈이 태극도형보다 4백년 앞서)http://www.ibulgyo.com/news/articleView.html?idxno=65065
- (감은사지 태극 장대석의 수리천문학적 의미)https://www.researchgate.net/profile/In_Soo_Baek/publication/263362257_Mathematical_and_Astronomical_Implication_of_Taegeuk_Stone_Rods_of_Kameun_Temple_Site/links/55c7f12f08aebc967df87d78/Mathematical-and-Astronomical-Implication-of-Taegeuk-Stone-Rods-of-Kameun-Temple-Site.pdf
- (국가문화유산포탈-경주 감은사지 (慶州 感恩寺址))http://www.heritage.go.kr/heri/cul/culSelectDetail.do?VdkVgwKey=13,00310000,37#
- (경주포커스-용지복원...감은사 일대 문문왕유적 성역화해야)http://www.gjfocus.co.kr/news/articleView.html?idxno=3094
- (국립경주문화재연구소-연구마당-수리및복원정비기법연구)https://www.nrich.go.kr/gyeongju/page.do?menuIdx=340